# Fortinet
フォーティネット（Fortinet, Inc.）は、NetScreen Technology社（後に ジュニパーネットワークスが買収）の創業者で社長兼CEOを務めたケン・シエ（Ken Xie/謝青）が2000年（平成12年）に創業した統合脅威管理（UTM）の開発、製造メーカーである。UTMの開発、製造メーカーとしては世界最大手である。本社はアメリカ合衆国カリフォルニア州サニーベールに置く。
日本法人のフォーティネットジャパン合同会社は、米国本社100%出資の子会社で、2002年に設立された。本社は東京都港区六本木に置く。その他名古屋、大阪、福岡、仙台にオフィスを置く。

## 沿革
- 2000年（平成12年）- Fortinet,Inc.設立
- 2002年（平成14年）- フォーティネットジャパン株式会社設立
- 2008年（平成20年）- 名古屋オフィス開設
- 2018年（平成30年）- 仙台オフィス開設
- 2022年（令和4年）- フォーティネットジャパン株式会社からフォーティネットジャパン合同会社へ組織変更

## 事業所
- 本社 - 東京都港区六本木七丁目7番7号　Tri-Seven Roppongi 9階
- 大阪オフィス - 大阪府大阪市北区曾根崎二丁目12番7号　清和梅田ビル6階
- 名古屋オフィス - 愛知県名古屋市中村区名駅四丁目24番16号　広小路ガーデンアベニュー3階
- 福岡オフィス - 福岡県福岡市中央区天神一丁目9番17号　福岡天神フコク生命ビル15階
- 仙台オフィス - 宮城県仙台市青葉区中央一丁目2番3号　仙台マークワン19階

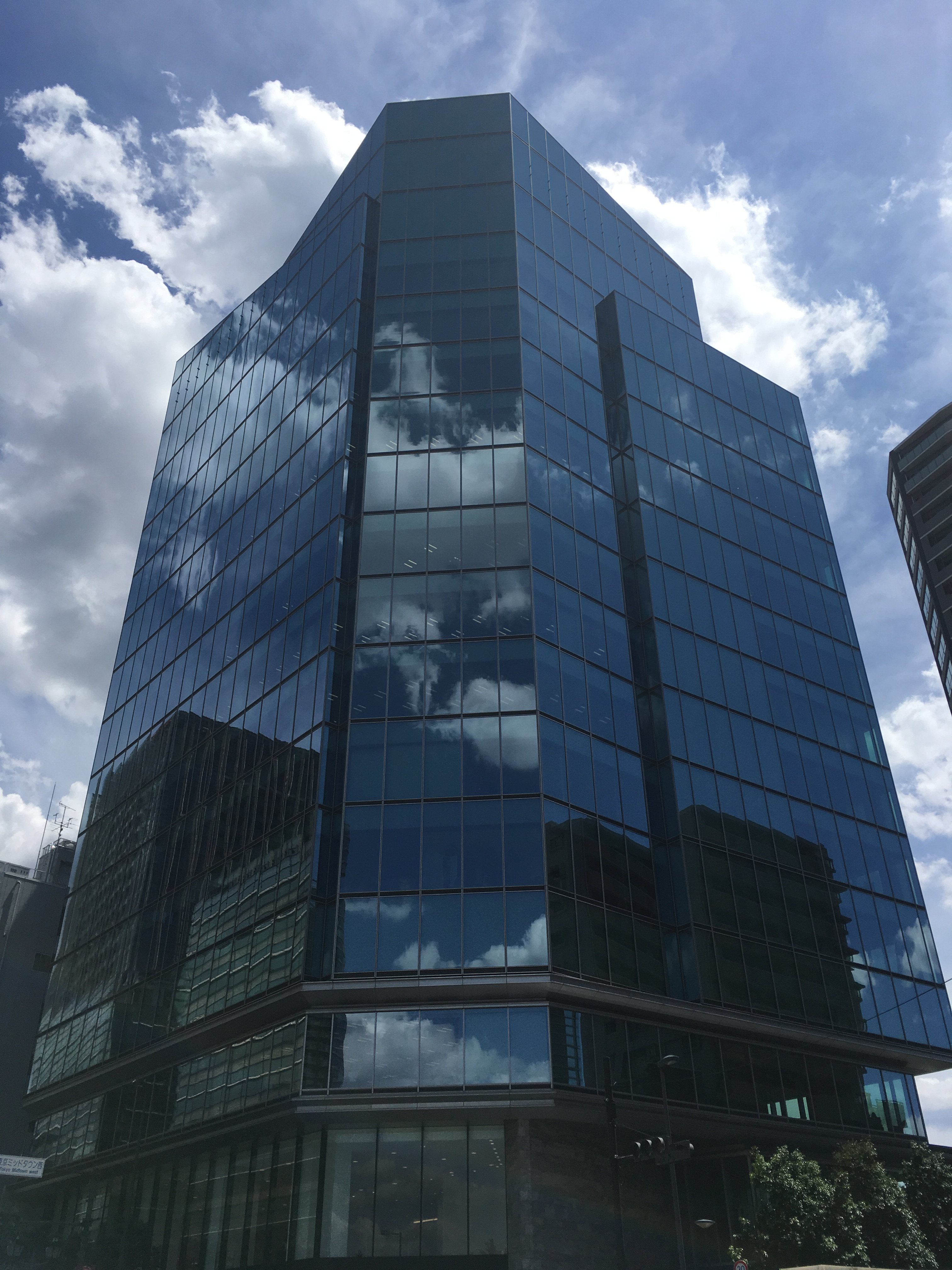
本社が入居しているTri-Seven Roppongi
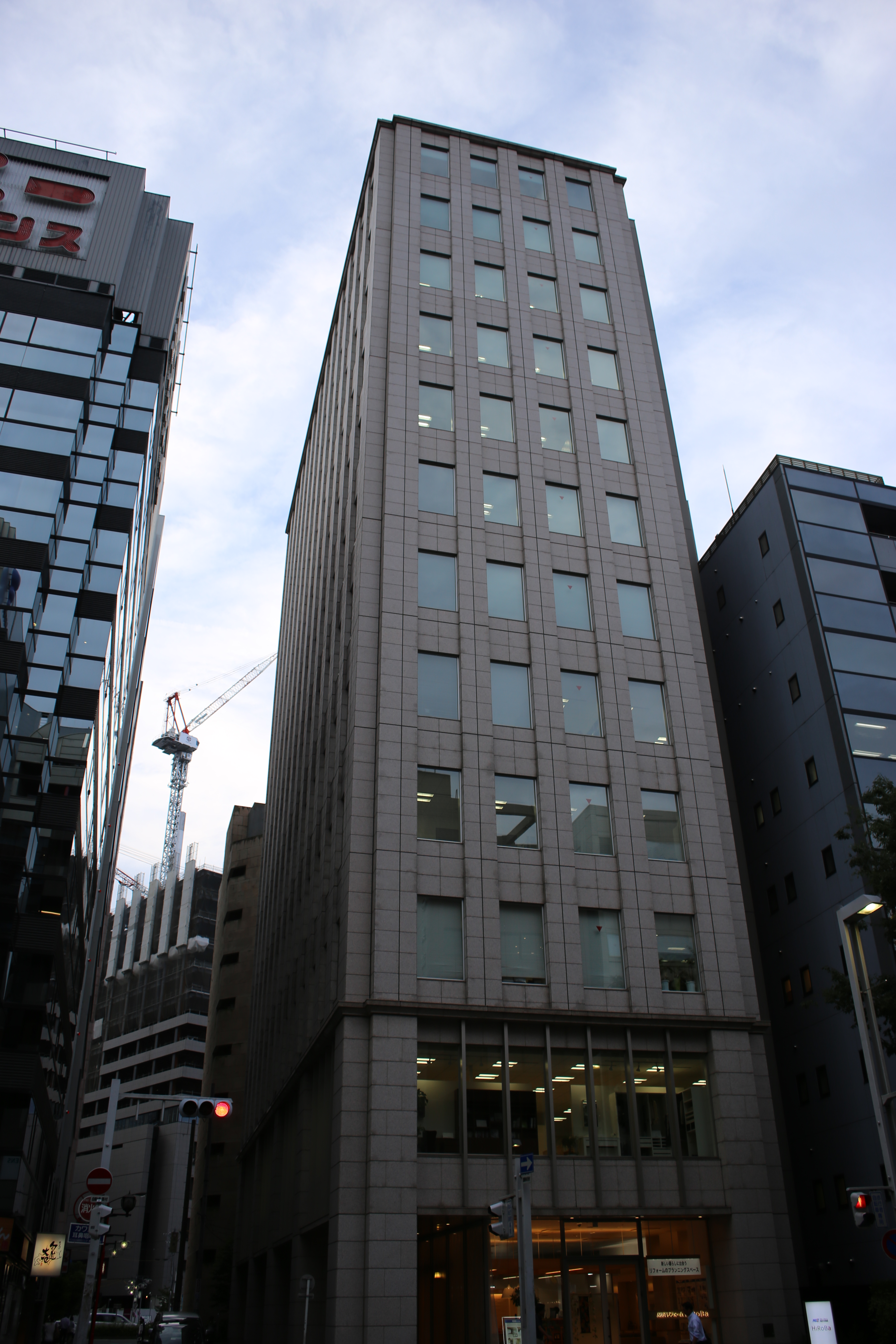
名古屋オフィスが入居している 広小路ガーデンアベニュー
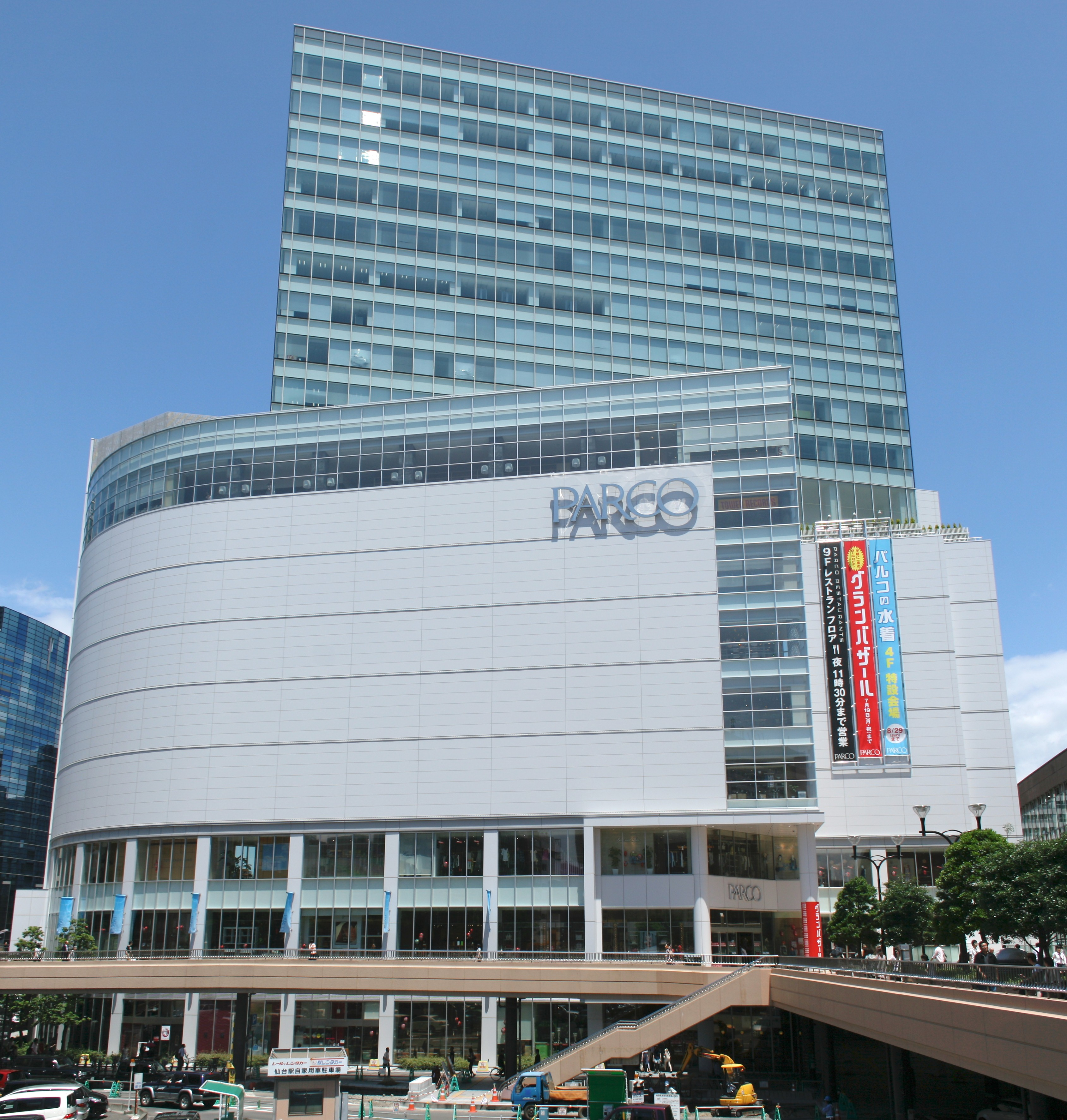
仙台オフィスが入居している 仙台マークワン

## 製品
- Fortinetの製品名は、すべて「Forti-」が付く。
- Fortinetのハードウェアおよびソフトウェアはすべて自社開発、または買収してラインナップに取り込んでいる。

FortiGate
同社の主力UTM製品である。自社設計のASICを搭載しており、高いスループットを実現している。
ミッドレンジ以上はNP（ネットワークプロセッサ：ファイアウォールとIPSec、パケット転送処理を受け持つ）とCP（コンテンツプロセッサ：アンチウイルス、IPS、SSLの処理を高速化する）、エントリーレベルはSoC（NP、CP、CPU、メモリをワンチップ化）である。
ファイアウォール、IPsec-VPN、アンチウイルス、アンチスパム、IPS、Webコンテンツフィルタリング、アプリケーション制御、無線LANコントローラ機能を1台で提供することが可能である。ファイアウォール、IPsec-VPN、アプリケーション制御機能以外は、別途ライセンスを購入することにより使用可能となる。
アンチウイルス、アンチスパム、IPS、Webコンテンツフィルタリング、アプリケーション制御のデータベースはFortinet社独自のデータベースを使用する。
製品名は2～4桁の数字＋英1字で表される。数はFortiGateの性能を示し、桁が多く数が大きいほど高性能である。英字は世代を表す。
- 2021年現在のラインナップ
  - エントリーレベル（数2桁）- FortiGate 30E、FortiGate 40F、FortiGate 50E、FortiGate 60E、FortiGate 60F、FortiGate 80E、FortiGate 80F
  - ミッドレンジ（数3桁）- FortiGate 100E、FortiGate 100F、FortiGate 200E、FortiGate 200F、FortiGate 300E、FortiGate 400E、FortiGate 500E、FortiGate 600E、FortiGate 800D
  - ハイエンド（数4桁）- FortiGate 1100E、FortiGate 1500D、FortiGate 1800F、FortiGate 2000E、FortiGate 2200E、FortiGate 2500E、FortiGate 2600F、FortiGate 3300E、FortiGate 3400E、FortiGate 3600E、FortiGate 3700D、FortiGate 3800D、FortiGate 3960E、FortiGate 3980E、FortiGate 4200F、FortiGate 4400F
  - ウルトラハイエンド - FortiGate 6300F、FortiGate 6500F
  - シャーシベース - FortiGate 5001E、FortiGate 7030E、FortiGate 7040E、FortiGate 7060E
  - 仮想アプライアンス - FortiGate VM。主要なハイパーバイザに対応している。VMware ESXiおよびNSX-T、Microsoft Hyper-V、Citrix Xen、KVM qemu、Nutanix AHV、またAmazon Web ServicesやMicrosoft Azure、Google Cloud Platformでも利用できる。最大vCPU数によりライセンスが構成される。

FortiManager
FortiGateを管理・監視するためのアプライス製品である。
- 2021年現在の製品ラインナップ
  - アプライアンス - FortiManager 200F、FortiManager 300F、FortiManager 1000F、FortiManager 2000E
  - 仮想アプライアンス - FortiManager VM。管理デバイス数によりライセンスが構成される。
  - クラウド - FortiManager Cloud。Fortinetのクラウドにより提供されている。また、AWS、Azure、GCPなどでも提供されている。

FortiAnalyzer
FortiGateのログ、イベントデータの収集分析・レポート作成等を行うアプライアンス製品である。
FortiAP
FortiGateの無線コントローラによって管理される、無線LANアクセスポイント。製品名は数3字＋英1字で構成される。数字はMIMO+ラジオ数+アンテナ内蔵は1、外付は3となっている。英字は世代を示す。4x4MIMOの3ラジオ・内蔵アンテナのモデルだと、FAP-431Fとなる。
旧MeruのアクセスポイントはFortiAP Uシリーズ（FAP-UxxxF）として区別される。コントローラはFortiWLMシリーズが対応する。
クラウド管理として、FortiAP Cloudが提供されている。基本的な機能は無償で利用可能である。
FortiSwitch
FortiGateのスイッチコントローラによって管理可能なスイッチ
FortiAuthenticator
認証アプライアンス製品である。
FortiCASB
クラウドアクセスサービスブローカー
FortiCamera/FortiRecorder
ネットワークビデオカメラ。
FortiClient
エンドポイントセキュリティ・ソフトウェア
FortiDDoS
DDoS保護のためのアプライアンス製品である。
FortiDB
データベースの脆弱性評価（VA）等を行うためのアプライアンス製品である。現在は終売。
FortiMail
メールセキュリティ
FortiSandbox
サンドボックスのためのアプライアンス製品である。
FortiSIEM
セキュリティ情報イベント管理のアプライアンス製品である。
FortiADC
負荷分散を行うためのアプライアンス製品である。
日本では 2016年より FortiADC D シリーズの販売が開始された。Fortinet 社が提供していたFortiADC Dシリーズ製品であり、2013年3月22日にFortinet社に買収されたCoyote Point Systems社のEqualizerをベースとする負荷分散装置FortiADC Eシリーズとは異なる。
Fortinet 社が提供する負荷分散ソリューションとして FortiADC Eシリーズやその他の負荷分散装置が複数存在したが、既にハードウェアの高パフォーマンス・ソフトウェアの高機能を実現していた FortiADC Dシリーズが Fortinet社のメインストリームの負荷分散装置として採用された。
- 主な製品
  - FortiADC 4000F、FortiADC 2000F、FortiADC 1000F、FortiADC 400D、FortiADC 300D、FortiADC 200F、FortiADC 100Fの他、バーチャルアプライアンスとしてFortiADC VM01、VM02、VM04、VM08の4種が提供されている。ちなみに、VMの後の数字はアサイン可能な仮想CPU数を指す。

### 脆弱性と認証情報の流出
2021年9月、FortinetVPNのログイン名とパスワード約50万件がハッキングフォーラムで公開された。これらの認証情報は、2018年に公開された脆弱性（CVE-2018-13379）に対して、脆弱なデバイスから流出したとされている。
2025年1月には、15,000台以上のFortiGateの認証情報と設定ファイルがハッキングフォーラムに流出した。このデータは、2022年のエクスプロイト（CVE-2022-40684）に対して脆弱なデバイスから流出されたと考えられいる。

## 一次代理店及び販売店
- 一次代理店（マスター・ディストリビューター）

- CTCエスピー株式会社
- 株式会社データコントロール
- 株式会社ディアイティ
- 株式会社日立ソリューションズ
- 三井情報株式会社
- 日本電気通信システム株式会社
- ネットワンパートナーズ株式会社

- 株式会社ネットワークバリューコンポネンツ
- 株式会社ネットワールド
- ノックス株式会社
- 株式会社ピーエスアイ
- SB C&S株式会社
- SCSK株式会社
- 図研ネットウエイブ株式会社

- 販売店

- NECネッツエスアイ株式会社
- NECネクサソリューションズ株式会社
- 株式会社大塚商会

- キヤノンシステムアンドサポート株式会社
- シャープマーケティングジャパン株式会社

- MSSPパートナー
  - NTT Com DD株式会社

MSSPパートナーとはManaged Security Service Providerの略称で、フォーティネットジャパンがFortinet製品の提供に加え、運用監視サービス等も提供できると認定した企業である。

## 認定資格
Fortinet Network Security Expert (NSE)認定を展開している。2023年10月以降は5段階(11資格)の認定となる。認定の多くはCoreとElectiveの複数試験合格により認定される。
| FCX Fortinet Certified Expert               | 複雑なネットワークのネットワークセキュリティの設計、構成、トラブルシューティングに関する包括的かつ専門的な知識を証明します。                |
| FCSS Fortinet Certified Solution Specialist | Fortinet サイバーセキュリティ ソリューションを設計、管理、監視、トラブルシューティングする能力を有することを証明します。                    |
| FCP Fortinet Certified Professional         | フォーティネット サイバーセキュリティ製品を導入、管理、監視することでネットワークとアプリケーションを保護する能力を有することを証明します。 |
| FCA Fortinet Certified Associate            | FortiGate デバイス上で高度な操作を実行する能力を有することを証明します。                                                                    |
| FCF Fortinet Certified Fundamentals         | サイバーセキュリティの初級レベルの職務に必要な技術スキルと知識を習得していることを証明します。                                              |